# Willem Schouten
Willem Cornelisz Schouten (Hoorn, 1567.? - Antongil Bay, 1625.), nizozemski moreplovac i istraživač. 
Willem Schouten je 1615.g. zajedno s Jacobom Le Maireom ispolovio iz nizozemskog grada Texel, u potrazi za tada legendarnom Terra Australis. 
Na svom putovanju, 1616.g. oplovio je rt Horn, kojemu je i nadjenuo ime po svojemu rodnom mjestu u Nizozemskoj, Hoorn. U nastavku putovanja imenovao je i skupinu otoka, Otočje Schouten u blizini Nove Gvineje. 